# Galerga eximia
Galerga eximia is een vlinder uit de familie van de dikkopjes (Hesperiidae). De soort is voor het eerst wetenschappelijk beschreven als Trapezites eximia door Charles Oberthür in een publicatie uit 1923.
De soort komt voor in de bossen van Madagaskar.